# 于震寰
于震寰（ユー・ジェンホワン、1977年9月30日 - ）は、中華人民共和国遼寧省鞍山市・岫岩満族自治県出身の歌手。
身体の96%が毛で覆われており、2002年にギネス・ワールド・レコーズより世界で最も毛深い男に認定された。しかし、後に体の98%が毛で覆われているというメキシコのヴィクター・ラリー・ラモス・ゴメスとガブリエル・ダニー・ラモス・ゴメスの兄弟が現れたことにより、現在は中国で最も毛深い男となっている。